# Phillip Bent
Phillip Bent (* 16. September 1964 in London) ist ein britischer Jazzflötist (auch Piccolo und Keyboard) des Acid Jazz mit Einflüssen von Reggae, Funk, Soul und Hip-Hop. Er gehörte zur Gruppe junger schwarzer Musiker aus dem Umfeld der Jazz Warriors, die in den 1980er-Jahren in Großbritannien im Jazz zu Prominenz gelangten.
Bent studierte 1982 bis 1986 am Weekend Arts College (WAC) in Interchange in Nordlondon und zwei Jahre an der Guildhall School of Music and Drama. Schon mit 18 Jahren arbeitete er als Studiomusiker nebenher, zum Beispiel für Womack & Womack und Ronnie Jordan. Bent war in den 1980er-Jahren in der GRP All Star Big Band und  1986 bis 1989 bei den Jazz Warriors. Außerdem gründete er 1987 ein eigenes Quintett, mit dem er tourte und auf dem Camden Jazz Festival spielte; außerdem arbeitete er mit zwei anderen Jazz Warriors (Steve Williamson, Courtney Pine) und 1987 bei Art Blakey. 
Er veröffentlichte unter eigenem Namen bei GRP 1993 das Album The Pressure und 2007 The Magic of Your Spell bei Magic Sound.
In elektronischen Bands benutzt er eine elektronisch verstärkte Flöte.

## Lexikalischer Eintrag
- Ian Carr, Digby Fairweather, Brian Priestley: Rough Guide Jazz. Der ultimative Führer zur Jazzmusik. 1700 Künstler und Bands von den Anfängen bis heute. Metzler, Stuttgart/Weimar 1999, ISBN 3-476-01584-X.